# Bibliotheca Hagiographica Latina
Bibliotheca Hagiographica Latina (Библиоте́ка лати́нской агиогра́фии) — каталог латинских агиографических материалов, в числе которых древние литературные произведения: жития святых, сказания о перенесении их мощей, рассказы об их чудесах. В научной литературе принято сокращённое название BHL.
Имена святых в каталоге расположены в алфавитном порядке. В нём также указаны рукописи, инципиты и печатные издания. Первое издание (1898—1901) и дополнение (1911) были подготовлены болландистами, среди которых был и учёный-иезуит Ипполит Делеэ. У последних изданий был один редактор — Генрик Фрос (фр. Henryk Fros). BHL вместе с BHG и BHO являются наиболее полезными инструментами для исследования литературных документов, касающихся жизни святых.

## Издания
- Bibliotheca hagiographica latina antiquae et mediae aetatis, éditée par la Société des Bollandistes, Subsidia Hagiographica 6 (Bruxelles: Société des Bollandistes, 1898—1901). Доступна в интернет-библиотеке Gallica (два тома и дополнение):
  - Bibliotheca hagiographica latina antiquae : A — I
  - Bibliotheca hagiographica latina antiquae : K — Z
  - Bibliotheca hagiographica latina antiquae : supplementum
- BHL доступна также на Internet Archive в электронном виде, в том числе:
  - Bibliotheca hagiographica latina antiquae : A — I
  - Bibliotheca hagiographica latina antiquae : K — Z
  - Bibliotheca hagiographica latina antiquae : supplementii
- Il est fait souvent référence à l'édition critique des vies des saints de Bruno Krusch, Monumenta Germaniae historica. Scriptores rerum Merovingicarum, Hanovre, 1884—1920, 7 volumes, abrégée en " MGH.SRM ". La numérotation fait alors place à une pagination ordinaire, et les textes sont détaillés.
- Bibliotheca hagiographica latina antiquae et mediae aetatis. Novum Supplementum, edité par Henryk Fros, Subsidia Hagiographica 70 (Bruxelles: Société des Bollandistes, 1986).